# U Got 2 Know
'U Got 2 Know' è un singolo del 1993 dei Cappella.
Il brano riscontrò interesse in Svizzera e Paesi Bassi. Nel Regno Unito il disco rimase in classifica per ben undici settimane arrivando fino alla posizione numero sei.
Nell'estate del 1993 il brano venne riproposto con il titolo U Got 2 Know (remix).
I Cappella hanno rivisitato il brano nel 2002, 2007 e 2010.

## Tracce
CD-Maxi
1. U Got 2 Know (Radio Coffee Mix)		(3:59)
2. U Got 2 Know (Extended Club Mix)	(5:26)
3. U Got 2 Know (Underground Mix)		(4:41)
4. U Got 2 Know (Overture)		        (0:51)
5. U Got 2 Know (Original Mix)		(3:53)
6. U Got 2 Know (House Mix)		(4:18)
7. U Got 2 Know (Fast Ending Mix)		(1:33)

Remix - CD-Maxi 	
1. U Got 2 Know (Maxizone Remix)		(5:20)
2. U Got 2 Know (Ephemerals)		        (5:45)
3. U Got 2 Know (Martini Trance)		(5:15)